# 995
سنة 995 م كانت سنة بسيطة تبدأ يوم الثلاثاء (الرابط يظهر نموذج التقويم الكامل للسنة) من التقويم اليولياني.

## مواليد
- ابن الهيثم
- الشيخ الطوسي
- طغرل بك
- أبو الفضل البيهقي
- أولاف الثاني
- كانوت العظيم
- يحيى المعتلي بالله

## وفيات
- الدارقطني
- برمودو الثاني ملك ليون
- صبح البشكنجية
- غريغوري الخامس
- المنصور بن بلقين